# بريت ديكون
بريت ديكون (بالإنجليزية: Brett Deacon)‏ هو لاعب اتحاد الرغبي بريطاني، ولد في 7 مارس 1982 في ليستر في المملكة المتحدة.